# Heby Tegelbruks Museum

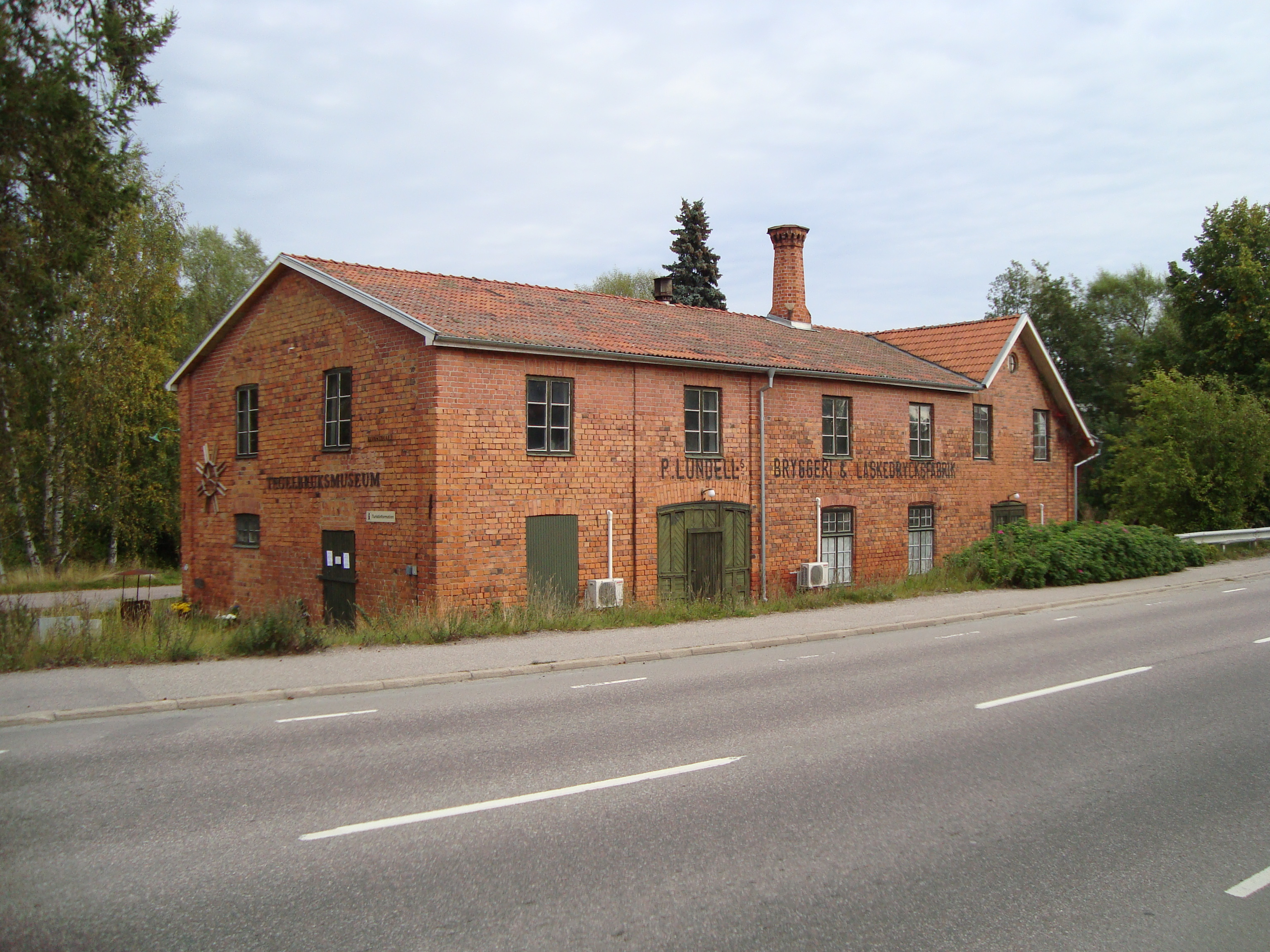
Alte Brauerei in Heby, nunmehr Ziegeleimuseum

Das Heby Tegelbruksmuseum ist ein Handwerks- und Industriemuseum in der Gemeinde Heby in der Provinz Uppland in Schweden.

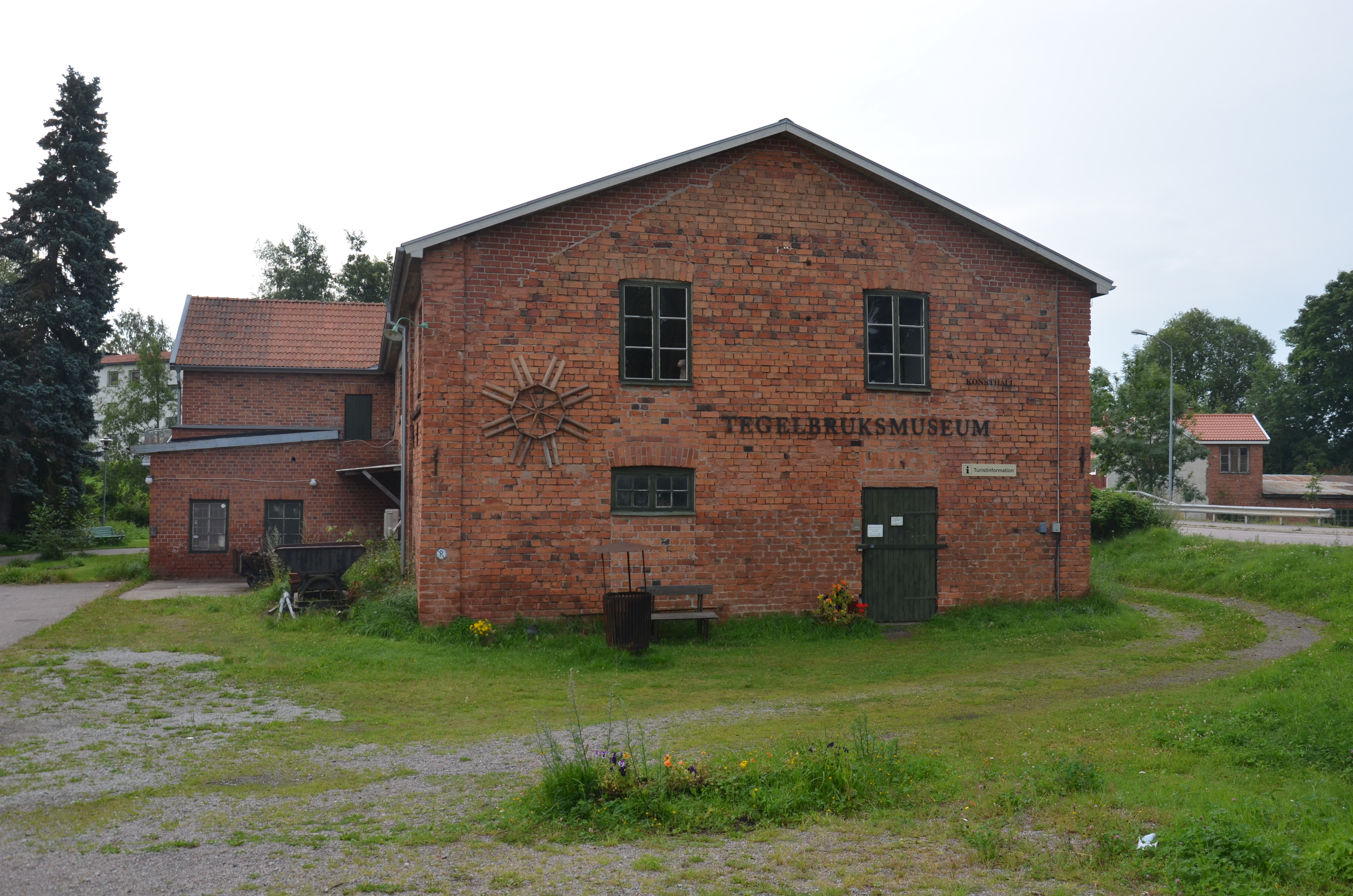
Heby Tegelbruksmuseum

## Geschichte
Die Ziegelindustrie in Heby wuchs von anfänglich einigen wenigen, kleinen Betrieben drei oder vier Beschäftigten auf bis zu zwölf Ziegeleien im Jahre 1870.
Ab den 1950er Jahren setzte ein Niedergang ein. 1980 schloss das vorletzte Unternehmen Olsson & Rosenlund seine Ziegelei in Heby, so dass nur noch der heute der BMI Group gehörende Dachziegelhersteller Vittinge tegelbruk in der Gemeinde Heby verblieb.
1989 bildete sich ein Interessenverein, um ein Ziegeleimuseum aufzubauen. Das Museum wurde 1995 zunächst im alten Bahnhofsgebäude an der Bahnstrecke Mora–Uppsala eingerichtet und im Mai 2007 auf dem ehemaligen Gelände der P. Lundell Bryggeri & Läskedrycksfabriks in Heby wiedereröffnet. Das Brauereigebäude wurde aus handgeformten Ziegelsteinen der ebenfalls in Heby ansässigen, 1900 geschlossenen „Juhlins Ziegelfabrik“ errichtet.
Das Museum zeigt Pressen, Werkzeuge, Einrichtungsgegenstände und Ziegel sowie Fotos der ehemaligen Ziegelfabriken. Das Obergeschoss beherbergt eine Kunstgalerie mit einer Dauerausstellung von Zeichnungen und Skulpturen von Å.C. Danell und Sonja Petterson. Am Museum beginnt der Skulpturenpfad Tant Fridas stig, der entlang des Örsundaån verläuft.
Die Zeitschrift „Tara“ hat das Ziegeleimuseum als eines der sehenswertesten sog. „Arbeitsleben“-Museen des Landes bewertet.